# Submerged
Submerged is een Amerikaanse actiefilm uit 2005 van regisseur Anthony Hickox.
Acteur Steven Seagal speelt in de film de rol van anti-terrorist agent Chris Cody.
Gevangengenomen soldaten worden door een wetenschapper en een stelletje criminelen aan boord van een onderzeeboot gehersenspoeld. Om het project een halt toe te roepen worden gevangengezette commando’s ingezet.